# Hors-Saison
Hors-Saison ou Hors Saison, écrit également Hors-saison ou Hors saison, est une mini-série suisse créée par Sarah Farkas, Marine Flores-Ruimi et Claire Kanny, réalisée par Pierre Monnard et produite par Akka Films et Gaumont.
La série est diffusée en avant-première au Festival Séries Mania le 21 mars 2022 et au Festival international de films de Fribourg le 25 mars 2022.

## Synopsis
À la fin de la saison hivernale, la neige fond vers la station Les Cimes, dans la région valaisanne des dents du Midi, dévoilant le cadavre d'une femme assassinée à la mise en scène lugubre. Sterenn Peiry, capitaine de police suisse, est chargée de l'enquête, assistée par un homologue français, Lyes Bouaouni, décrivant la découverte d'une mise en scène similaire d'un cadavre en France, dont le meurtrier n'a pas encore été retrouvé. Alors que l'enquête menée par la capitaine est complexe, son fils tue accidentellement sa petite-amie,,...

## Distribution

### Personnages principaux
- Marina Hands : Sterenn Peiry
- Sofiane Zermani : Lyes Bouaouni
- Clarina Sierro : Élise Jacottet
- Cyril Metzger : Jérémy Peiry

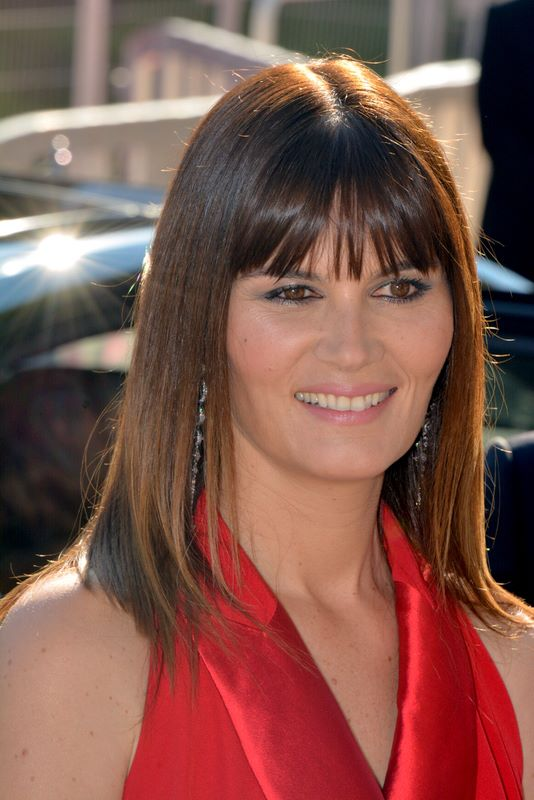
Marina Hands en 2017.

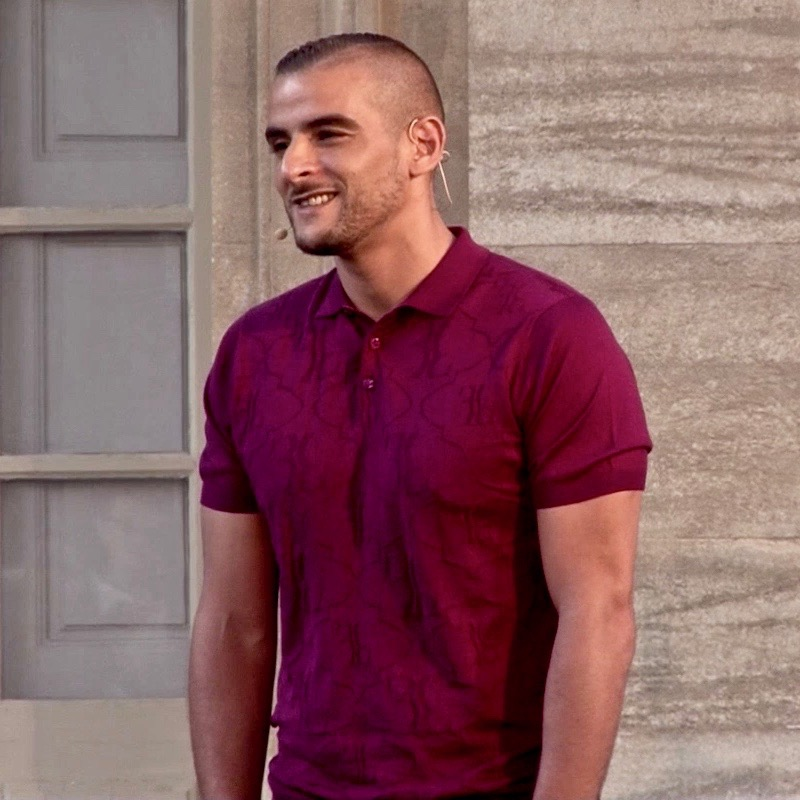
Sofiane Zermani en 2018.

- Anna Pieri Zuercher : Félicie Glassey
- Nicolas Wanczycki : Yann Peiry
- Philippe Gray : Vincent Blanchet
- Christian Gregori : Andreas Dreiner
- Nastassja Tanner : Mélinda Estrefi
- Isabelle Caillat : Cyrielle Bouaouni

### Personnages secondaires
- Jean-Hugues Anglade : Markus Tanner
- Leon David Salazar : Matteo Lombardi
- Antonio Troilo : Adrien Fontaine
- Viviana Aliberti : Gaby Tanner
- Cédric Djedje : Lucas Barbieri
- Thierry Jorand : Claude Caloz
- Maria Mettral : Pénélope Darcourt
- Tassadit Mandi : Khadija Bouaouni
- Pietro Musillo : Gilles Darcourt
- Antoine Basler : Pasquale
- Maurice Aufair : Philippe Glassey
- Lisa Chapuisat : Manon Peiry
- Estelle Desydol : Juge d'instruction
- Salomé Granelli : Oriane Walser
- Mila Ruozo : Avocate Tanner
- Michel Rossy : Laurent Mansart
- Rinaldo Marasco : Marciano
- Joan Mompart : Maître Borel
- Laura Stucki : Clémence Fontaine
- Léonor Oberson : Julia Tanner
- Valentin Rossier : Président de commune
- Xavier Mangematin : Patron chez Zaza
- Serge Musy : Jimmy le Barman

## Production

### Tournage
Le tournage de la série débute le 10 mai 2021 et se termine le 13 août suivant, durant la saison printanière. Il a lieu près des dents du Midi, sur le massif du Giffre et dans les alentours du Chablais valaisan, au Bas-Valais.

### Fiche technique
- Titre original : Hors-Saison
- Réalisation : Pierre Monnard
- Création : Sarah Farkas, Marine Flores-Ruimi, Claire Kanny
- Scénario : Sarah Farkas, Marine Flores-Ruimi, Claire Kanny, Ami Cohen, Malou Briand, Raphaël Meyer, Storm Sigal-Battesti, Raphaël Chevènement
- Assistance de réalisation : Serge Musy
- Scripte : Pascale Renaud
- Direction de casting (Suisse) : Laura Stucki
- Direction de casting (France) : Michael Laguens
- Direction de la photographie : Maximiliaan Dierickx
- Chef-opérateur du son : Alexandre Andrillon
- Direction décoration : Marion Schramm
- Direction costumes : Samantha François
- Direction maquillage : Laurence Rieux
- Direction coiffure : Alexandra Bredin
- Direction montage : Karine Sudan, Nicolas Hislaire
- Étalonnage : Boris Rabusseau
- Montage son : François Wolf
- Mixage : Maxence Ciekawy
- Composition musique originale : Michael Kunstle, Matteo Pagamici
- Doublure Image Marina Hands: Cédrine Royer
- Production : Akka Films, Gaumont
- Coproduction : Radio télévision suisse, Société suisse de radiodiffusion et télévision, France Télévisions
- Soutien production : France 3 Bourgogne-Franche-Comté
- Participation : Centre national du cinéma et de l'image animée
- Sociétés de distribution : Société suisse de radiodiffusion et télévision, France Télévisions
- Pays d'origine :  Suisse,  France
- Année de production : 2021
- Langue originale : français
- Langues : français, allemand, italien
- Format : couleur – haute définition
- Genre : thriller
- Nombre de saisons : 1
- Nombre d'épisodes : 6
- Durée : 52 minutes
- Date de diffusion :
  -  Suisse : à partir du 30 mars 2022 sur SRF zwei, du 31 mars 2022 sur RTS Un et du 10 avril 2022 sur RSI La 1
  -  France : à partir du 1er septembre 2022 sur France 3